# Karl Weber (Maler)
Karl Weber (* 17. Februar 1923 in Leipzig; † 8. Juni 2011 in Mörtitz) war ein deutscher Maler und Grafiker.

## Leben
Karl Weber wuchs in Audenhain auf, wo sich schon früh sein künstlerisches Talent zeigte. Da ihm ein Studium verwehrt war, absolvierte er von 1937 bis 1940 eine Lehre als Dekorationsmaler. Danach wurde er 1941 zum Militär eingezogen, wo er immer seine Malutensilien bei sich hatte und Menschen sowie Landschaften bildlich festhielt. 1950 zurück aus der Gefangenschaft nahm Weber im folgenden Jahr ein Studium an der Leipziger Hochschule für Grafik und Buchkunst auf. Dort war er Schüler von Elisabeth Voigt.  Die Jahre waren voller politisch-künstlerischer Konfliktsituationen, da von staatlicher Seite der sogenannte Formalismus durchgesetzt wurde (dem sich E. Voigt widersetzte!), der eine klare Abgrenzung der DDR-Kunst vom „westlich-dekadenten-Kunstbetrieb“ zum Ziel hatte.
Nach dem Studium ließ sich Karl Weber 1957 als freischaffender Maler und Grafiker in Eilenburg (später in Mörtitz) nieder und wurde als Mitglied in den Verband bildender Künstler der DDR (VbK) aufgenommen. Das Eilenburger Chemie-Werk (ECW) übernahm die Förderung von Weber und stellte ihm einen als Atelier geeigneten großen Raum zur Verfügung. Er gründete einen Mal- und Zeichenzirkel, was ganz im Sinne des sogenannten Bitterfelder Weges war. Weber lud jedoch auch Brigaden jeglichen Arbeitsbereiches zu lockeren Ateliergesprächen ein, um deren Mitglieder mit Kunst vertraut zu machen.
Weber war bis 1990 Mitglied des Verbands Bildender Künstler der DDR.
Weber war verheiratet und hinterließ zwei Töchter. 

## Museen und öffentliche Sammlungen mit Werken Webers (mutmaßlich unvollständig)
- Eilenburg: Stadtmuseum Eilenburg[1]
- Torgau: Stadt- und Kulturgeschichtliches Museum[2]

## Werk
Für sein Schaffen nutzte Karl Weber unterschiedliche Techniken, wie Radierungen, Linol- und Holzschnitte, aber vorrangig die Öl- und Aquarellmalerei.
Insbesondere für staatliche Betriebe, Kultureinrichtungen und dergleichen fertigte er neben Werken in traditionellen Techniken auch solche in Email, Kupfer, Aluminium, Edelstahl, Glas, Steinen sowie anderen Materialien im Stil und damit in der Aussage der Zeit. Mit Letzteren schuf er Flächendekorationen als Schmuck für Innenräume sowie Fassaden.
Künstlerisch bedeutender waren seine für private Liebhaber geschaffenen Werke, vorrangig die in Aquarelltechnik. Das waren meist Bilder mit Landschaften der Muldeaue sowie von Hiddensee, wohin Weber über viele Jahre jeden Herbst fuhr, um zu arbeiten und Inspirationen aufzunehmen. Aber er malte auch Personen, Pflanzen, Straßenzüge sowie Häuser der dörflichen und städtischen Idylle.
Ausstellungen mit den Werken von Weber gab es in Leipzig, Karl-Marx-Stadt (Chemnitz), Borna (1985, Galerie Torladen), Wurzen, Grimma, Altenburg, Colditz, Eilenburg, Torgau, Bad Düben und Zittau (1986). 